# 什里沃尔滕
什里沃尔滕（Shrivardhan）是印度马哈拉施特拉邦赖加德县的一个城镇。总人口15187（2001年）。

## 人口
该地2001年总人口15187人，其中男性7405人，女性7782人；0—6岁人口1775人，其中男886人，女889人；识字率73.91%，其中男性为80.43%，女性为67.69%。